# Advaita Vedānta
L'Advaita Vedānta è la dottrina non-duale del Sanātanadharma che sostiene la realtà assoluta dell'unico Ātman identico al Brahman. Letteralmente il termine "Advaita" significa "non due". I testi fondamentali dell'Advaita Vedānta sono le Upaniṣad, la Bhagavadgītā e i Brahmasūtra. Questi tre pilastri formano il Prasthānatraya, il triplice fondamento del Vedānta. 
Il termine "Vedānta", significa "fine dei Veda", ed indica il culmine della conoscenza ivi contenuta, le Upanisad, che costituiscono la sezione inerente alla conoscenza del Veda, detta Jñānakanda. Il termine Vedānta, quindi, fa riferimento alle Upanisad e alla conoscenza metafisica in esse contenuta.

## Adi Shankaracharya: i fondamenti dell'Advaita
Il primo grande codificatore dell'Advaita Vedānta fu Adi Shankara (788-820). La filosofia che propose fu potente e capitalizzò negli anni il monismo dormiente, e la conoscenza mistica dell'esistenza: proseguendo la linea di pensiero di alcuni rishi espressa nelle Upaniṣad e in particolare la testimonianza di Gauḍapāda, esposta nell'opera principale (la kārikā di commento alla Māṇḍūkya Upaniṣad), Shankara espose la dottrina dell'Advaita, che afferma la Realtà assoluta come unica realtà e la realtà fenomenica come continuo divenire. Quindi l'unica realtà possibile è quella non duale, mentre il mondo, soggetto al continuo divenire, ha una natura illusoria, in quanto impermanente. Egli definì meglio quanto già espresso nelle Upaniṣad: la Realtà assoluta o Brahman e la pura Realtà Ātman dell'essere individuato jivatman o anima individuale, sono la stessa e unica. Questa realtà è non duale, pertanto realizzabile solo rinunciando ai vincoli del contingente.
I tre principali stati di consapevolezza (veglia, sogno e sonno profondo), infatti, sono espressione di un quarto stato trascendentale, conosciuto nelle Upaniṣad come turīya, coincidente con la Realtà assoluta o Brahman.
Brahman è al tempo stesso immanente e trascendente, e non solo un concetto panteistico.Oltre ad essere la causa materiale ed efficiente dell'intero universo, Brahman stesso non è limitato dalla sua auto-proiezione ed effettivamente trascende tutti gli opposti, tutte le dualità, soprattutto aspetti, quali la forma e l'essere; da sempre è incomprensibile alla mente umana.
Molte testimonianze di queste esperienze sono state esaurientemente descritte in parecchie Upaniṣad. Tra il 1000 e il 1600 d.C., nella Brihadaranyaka, troviamo un dialogo tra Prajapati e Indra in cui si discute del Sé e dei diversi stati di consapevolezza; fu tuttavia Adi Shankaracharya che diffuse e sistematizzò il concetto di non dualismo come pratica religiosa in un lavoro coerente chiamato Vivekacūḍāmaṇi, o Il gran gioiello della discriminazione.
L'influsso di Adi Shankaracharya si fece non solo sentire nella meditazione Advaita, ma anche nella pratica e nella conoscenza Induista. I suoi lavori principali sono le Brahma Bhashyas, che rappresentano dei commentari alle Vedānta Sutra e alla Bhagavad Gita realizzate nello sforzo continuo di ricerca dello stato non-duale, ed infine il trattato sull'Advaita, il Vivekacūḍāmaṇi. Inoltre questo maestro è più conosciuto come l'iniziatore della Bhakti o devozione altruistica, che nel sistema filosofico Advaita si può realizzare soprattutto mediante i bhajan, o canti devozionali, i più famosi dei quali sono il Bhaja Govindaṁ, il Soundaryalahari e Sivanandalhari.

## Maestro di meditazione
I trattati sulle Upaniṣad, la Bhagavad Gita e i Vedānta Sutra, sono i testamenti di una mente acuta e intuitiva che non ammetteva dogmi.
L'accusa secondo la quale questa filosofia sia stata influenzata dal Buddhismo era infondata, dato che Shankara si oppose con veemenza alla negazione dell'essere Īśvara, affermando che il non-manifesto Brahman manifestava sé stesso come Īśvara, l'amante, l'essere perfetto, il divino, identificato poi come Visnù o Shiva o qualunque cosa dettasse il cuore. Shankara inoltre sosteneva di aver viaggiato attraverso l'India, da sud a nord fino al Kashmir, pregando per la popolazione locale, dibattendo di filosofia con monaci e scolari, apparentemente con successo, anche se non esiste documentazione in proposito.
La filosofia che proponeva Shankara era potente, in grado di risvegliare il monismo mistico dormiente dell'allievo, attraverso la conoscenza e la consapevolezza intima dell'esistenza. Inoltre affermava che, sia l'universo fenomenico, sia la nostra coscienza, sia il corpo, che le nostre esperienze, sono realtà illusoria anche se questo non significava negarle. In realtà la Verità Ultima era rappresentata da Brahman, situato al di là del tempo, dello spazio, al di là della causa e dell'effetto. Brahman è immanente e trascendente, non solo come concetto panteistico e pur essendo Brahman la causa materiale del cosmo, esso non è limitato dalla sua proiezione, ma trascende la dualità e gli opposti, soprattutto nella forma e nell'essere, essendo la sua natura intima incomprensibile dalla mente umana.
Il compito supremo dell'essere umano è quello di penetrare il velo illusorio della realtà (Maya) per rivelare la vera natura, che non è perenne cambiamento tra vita e morte, ma perfezione assoluta e gioia eterna. Se noi conoscessimo i veri motivi che stanno dietro le nostre azioni e i nostri pensieri, diverremmo consapevoli della fondamentale unità dell'essere. Ma come può una mente limitata comprendere l'illimitatezza del Sé? In realtà non può, ma tuttavia è in grado di trascendere la mente e unirsi all'Assoluto.

## Macrocosmo e Microcosmo
La filosofia Advaita considera la natura e tutto il fenomeno dell'universo come una sovrapposizione che vela il suo immutevole, trascendente e intelligente Substrato.
L'universo è in continuo divenire, è incostante ed impermanente, mentre l'Assoluto che è il substrato che lo sottende, non diviene, è costante e permanente. Secondo la sapienza upaniṣadica, l'errore di considerare reale ciò che è solo una sovrapposizione al Reale è simile allo scambiare la corda per il serpente, è l'illusione (Maya) determinata dall'ignoranza metafisica (avidya) da cui deriva il dolore dell'essere umano.
Nella Tradizione Vedānta, questa illusoria percezione del divenire è attribuita all'identificazione con le forme manifeste che rende inconsapevoli e separati dal Reale e dalla sua serena immutabile stabilità.
Tale identificazione, producendo l'illusione del mondo relativo, rende l'essere umano come il prigioniero della caverna del mito platonico, lontano dalla luce e immerso nelle ombre mutevoli ed ottenebranti di una pseudo realtà, separato dal suo Principio. Obiettivo dell'Advaita Vedānta è la disidentificazione dal relativo e la realizzazione dell'Assoluto. Questa Realtà sottesa ad ogni aspetto del mondo delle forme è, a livello microcosmico, l'Ātman o Sé individuale.
Da un punto di vista macrocosmico, invece, abbiamo una triade:
- Virat rappresenta la totalità degli esseri animati oggettivi, compreso il corpo umano.
- Hiranyagarbha, la totalità delle anime manifestate, comprende il mentale cosmico.
- Īśvara è il Dio personale universale e comprende la manifestazione intera, l'aspetto grossolano come quello causale, l'individuale e l'universale. Da questo punto di vista il jīva è un momento coscienziale di Īśvara che è il Jiva universale.

Di là da queste triplicità esiste il sostrato di tutto chiamato Brahman.

## Saguna Brahman e Nirguna Brahman
Un altro argomento di discussione nei Veda è se la realtà di Brahman sia "saguna" (con attributi) o "nirguna" (senza attributi). La fede nel concetto di Saguna Brahman portava ad una sviluppo delle facoltà devozionali e a una diffusa devozione per Vishnu e Shiva. Tuttavia dobbiamo ricordare che l'Advaita Vedānta non nega Saguna Brahman. In realtà, Shankara consigliava l'adorazione di Dio nella sua forma più pura e autentica, e lo affermava in diversi lavori nei quali disapprovava l'utilizzo dell'intelletto e della ragione, affermando che solo attraverso l'apertura del cuore si sarebbe trovato l'amore del Signore.
Advaita Vedānta è comunemente scambiata come una filosofia intellettuale, data la sua funzionale praticità, nel quale un insegnamento è in grado di "forgiare" il corpo e la mente in puro stato dell'essere.
Sia Saguna Brahman che Nirguna Brahman sono comunque forme valide; dalla Coscienza Assoluta deriva sia il principio divino che la creazione. Nirguna Brahman (senza attributi) è la radice metafisica del Saguna Brahman (con attributi), così come lo Zero lo è dell'Uno. Quel Supremo Principio è inclusivo di tutti gli attributi degli esseri, e persino di quelli di Dio.
Dal nucleo della vita indifferenziata originano l'Uno ed il molteplice, il creatore e l'esistenza differenziata. In altre parole, il Principio Divino, i mondi celesti ed umani che comprendono l'universo, esistono sulla base di tale Assoluto onnipervadente che li contiene.
Nella gerarchia dell'Esistenza, l'Assoluto precede l'universalità del Divino. Nello Spirito Supremo, Uno ed indivisibile, sono impliciti come propri riflessi il Padre e la Madre dell'Universo, l'energia vitale che alimenta le forme e le forme stesse. Questa è la spiegazione filosofica e metafisica del mistero dell'esistenza e dà misura della non-dualità della vita e dell'inscindibilità di tutte le sue dimensioni.
In questa cosmogonia sacra, lo Spirito Assoluto, Dio, l'universo, il Sé dell'essere umano appaiono come un continuum, come parti di un sistema unitario dove ogni aspetto non può essere scisso o compreso senza l'altro.
Può darsi che l'Advaita sia stato insegnato meglio a partire dal XIX secolo da Shri Ramakrishna. Questo maestro ha paragonato l'infinito senza forma Nirguna Brahman ad un vasto oceano che, attraverso la fresca brezza dell'amore devoto, condensa la forma nella manifestazione. Ma poi, attraverso il calore della conoscenza del sole, il ghiaccio si dovrebbe sciogliere e il devoto realizzare sé stesso in una indifferenziata e perfetta beatitudine.
La scuola Vishistadvaita e Dvaita credono nel Saguna Brahman, ossia in un Dio con attributi. Entrambe come l'Advaita sono scuole monistiche e panteistiche, ma differiscono nella definizione dell'ultima forma di Dio.
È bene tenere a mente che quando si parla del Brahman si allude al Nirguna Brahman altrimenti noto come Parabrahman, Sat-Cit-Ananda, Uno senza secondo, Zero senza attributi, etc.
Quando invece si parla di Brahmā si intende il Saguna Brahman, ovvero Īśvara: l'Uno qualificato, con attributi.

## Alcuni insegnamenti dell'Advaita Vedānta
Vi sono altri testi, molto conosciuti, che hanno influenzato la scuola Vedānta l'Ashtavakra Gita e l'Avadhuta Gita, scritti inizialmente da Ashtavakra e più tardi da Dattatreya.
Il venticinquesimo verso dell'Avadhuta Gita dice:
Da tale sentenza "ciò che tu sei", il nostro Sé si afferma. Di ciò che è falso e composto di cinque elementi – le Sruti, le scritture dicono, "non questo, non quello, (Neti, Neti)".
Questo è un potente e coerente riassunto del sentiero dello Jñāna Yoga, di viveka o discriminazione. Eliminando la prospettiva di maya o dell'illusione, del mondo finito, discriminando tra ciò che è Brahman e ciò che non lo è, si giunge alla Verità. Brahman non è il corpo, non è la mente. Attraverso questo processo, l'aspirante o yogi, "presto" si rende conto che Brahman è il tutto, infinito Satcitananda (Assoluta Verità-Consapevolezza-Perfetta Beatitudine), e ottiene la moksha, la liberazione.

## L'impatto dell'Advaita
La filosofia dell'Advaita Vedānta ha avuto uno straordinario impatto sulla dottrina tantrica e ha fornito un valido appoggio alle considerazione del Sé ultimo sviluppate dagli Yogi, come Brahman, Ātman, l'essere Uno.
L'Advaita ha rinnovato il pensiero Indù stimolando il dibattito sul Vishista Advaita, o non dualismo qualificato, e del Dvaita, o dualismo. Grazie all'Advaita la filosofia indù/Vedica ha avuto un forte impulso, il cui seme può essere riconosciuto nell'espressione: La Verità è Una, tuttavia il saggio la osserva come una moltitudine.

## Fondatori e testi chiave
- Adi Shankaracharya - scrive Viveka Chudamani, il Vedānta Sutra Bhashya (commenti su Vedānta Sutra), Upadesa Sahasri e Bhagavad Gita Bhashya.
- Upaniṣad
- Vedānta Sutra
- Veda
- Bhagavad Gita

- Dattatreya

## I maestri più recenti
- Shri Ramana Maharshi, un saggio silenzioso del sud dell'India che ha intensamente seguito la realizzazione della filosofia non duale.
- Swami Tapovan Maharaj, - Il guru di Swami Chinmayananda che risiede a Uttarkashi.
- Swami Dayananda Saraswati - un Advaita contemporaneo fondatore della Hindu Dharma Acharya Sabha, divenuta il massimo organismo rappresentativo dell'Induismo in India.